# Northern Counties

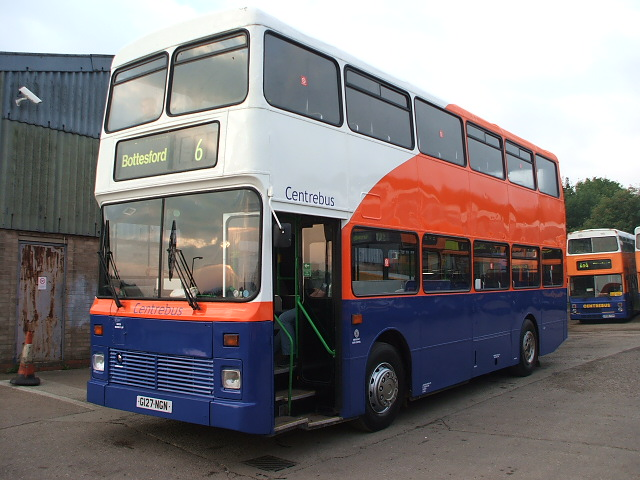
配備Northern Counties車身的富豪B10M

Northern Counties是英國一家巴士車身製造商，成立於1919年，總部位於英格蘭西北部的威根。
傳統上，英國巴士很多是由底盤和車身兩部份組成，而且兩部份通常由兩個不同的製造商製作。這種設計可為巴士公司提供彈性，因為他們可以因應不同的需求購置不同底盤、車身配置的巴士。除底盤和車身外，巴士公司也可自行決定採用哪個型號的引擎等。

## 歷史
Northern Counties成立時全名為Northern Counties Motor and Engineering Company Ltd.。初期亦有生產私家車車身，1967年，Northern Counties收購附近一家巴士車身製造商Massey Brothers Ltd.。
1975年，Northern Counties與Foden合作推出一款後置引擎雙層巴士，名為Foden-NC，藉此與利蘭競爭。而利蘭則與其對手丹拿合併，但面臨生產上的技術困難。事件中Northern Counties只生產了七輛Foden-NC巴士。
1980至1990年代初，英國政府終止了對購置新巴士的資助，加上1986年公營交通服務私有化，新巴士的需求大減，但憑著Northern Counties公司的良好聲譽和先進技術，於90年代的經營困難時期亦不至於需要結營。到了1995年，它始終難逃被收購的命運。擁有Plaxton的Henlys集團收購了Northern Counties，並於1999年以Plaxton完全取代Northern Counties。

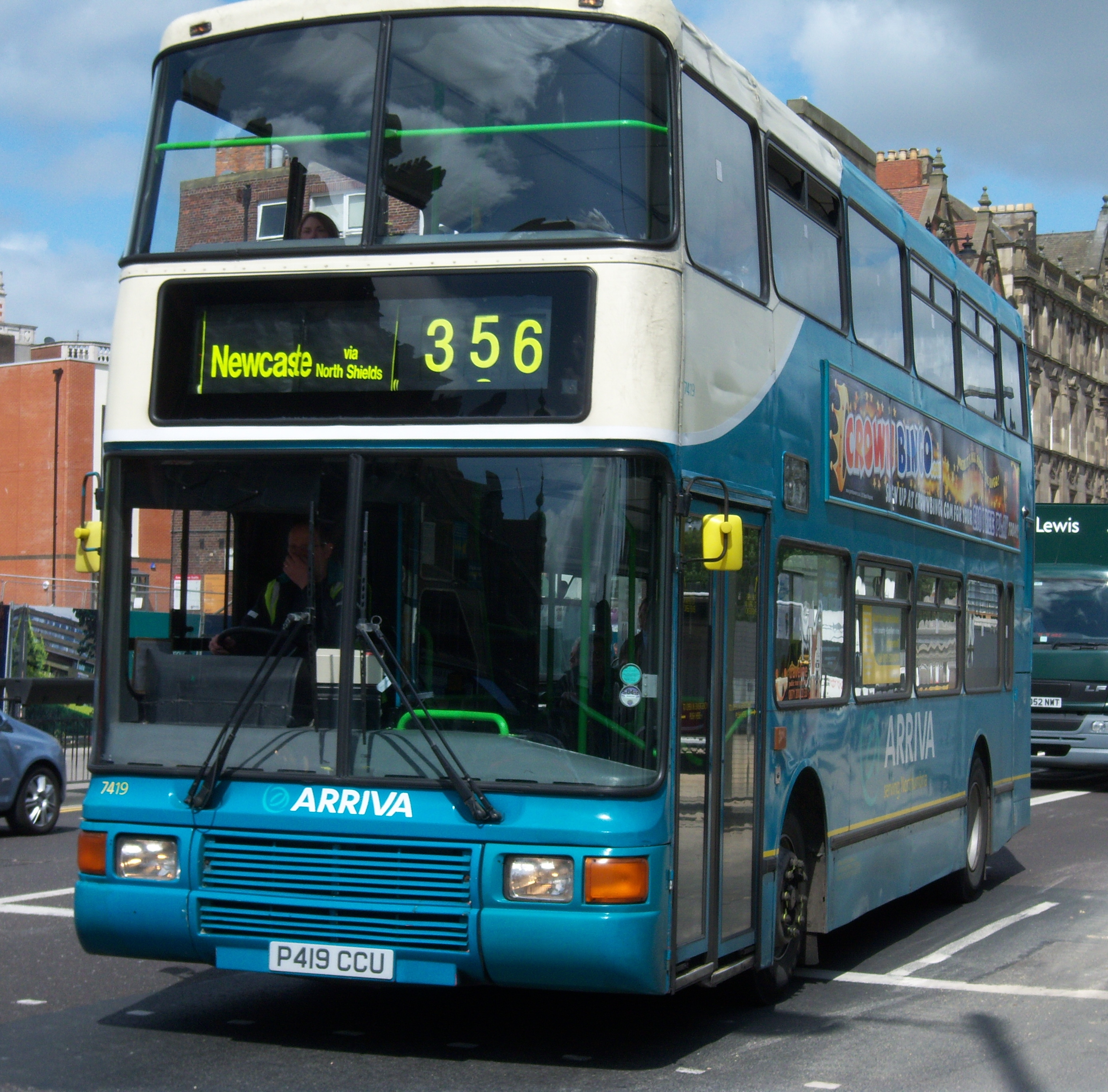
配備Palatine II車身的富豪奧林匹克巴士行走於紐卡素

2001年，Henlys集團與擁有丹尼士車廠和亞歷山大車身公司的Mayflower Corporation合組為Transbus International，Plaxton亦被Transbus所取代。2004年，Transbus International又被收購，並改稱為亞歷山大丹尼士。
2005年1月，亞歷山大丹尼士關閉了原先的Northern Counties車廠。

## 產品
- Palatine（雙層）
- Paladin（單層）
- Prestige（低地台單層）
- President（低地台雙層）

## 外部連結
- https://web.archive.org/web/20080928094036/http://www.buslistsontheweb.co.uk/dynmenu.asp?MenuType=Body&Manu=Northern%20Counties
- https://web.archive.org/web/20050904114808/http://www.selnec.org.uk/bus.htm